# Let Her Go

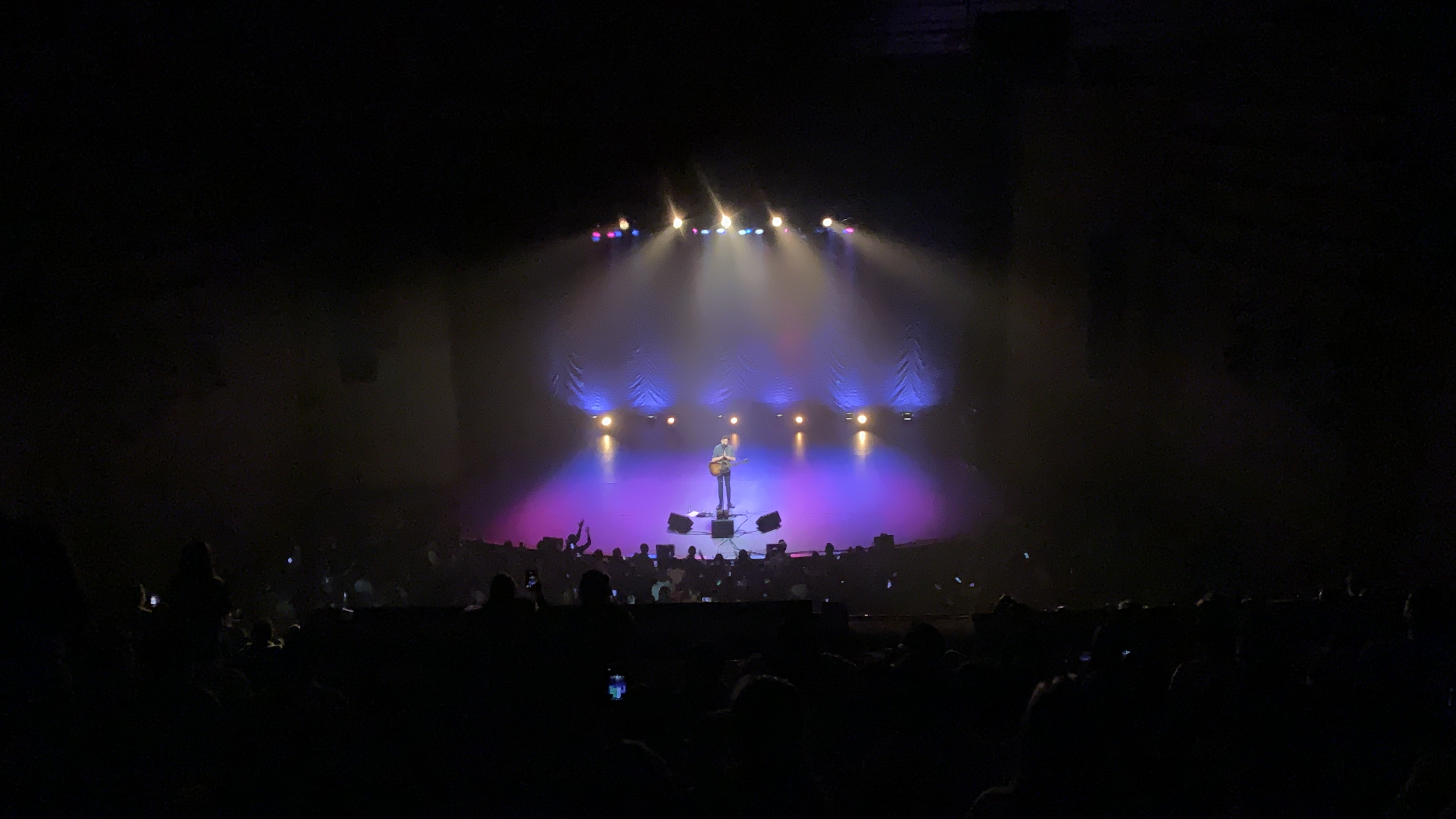
Passenger interpretando la canción durante su gira Runaway Tour en Bogotá, Colombia

«Let Her Go» (en español: «[cuando] la dejas marchar») es una canción del cantautor inglés Passenger, lanzada como el segundo sencillo de su cuarto álbum de estudio, All the Little Lights. La canción fue grabada en los estudios de grabación Linear Recordings, y está coproducida por el propio Passenger y por Chris Vallejo. Para el tema contó con una banda de músicos compuesta de Stu Larsen, Georgia Mooney, Stu Hunter, Cameron Undy y Glenn Wilson. 
La canción fue lanzada como segundo sencillo de All the Little Lights en julio de 2012, pero no fue hasta principios de 2013 cuando comenzó a hacerse popular en Europa y Oceanía, hasta el punto de convertirse su vídeo en viral. Fue n.º 1 en Australia, Austria, Bélgica, Dinamarca, Finlandia, Alemania, Grecia, Irlanda, Luxemburgo, los Países Bajos, Nueva Zelanda, Noruega, Suecia y Suiza, convirtiéndose así en su primer éxito internacional. Llegó a venderse más de 1 millón de copias digitales en el Reino Unido convirtiéndose en el cuarto sencillo más vendido del 2013, y más de 4 millones en los Estados Unidos hasta agosto de 2014. La canción estuvo nominada para los premios Brit de 2014 por mejor sencillo británico del año. y ganó el Premio Ivor Novello por mejor interpretación.

## Listas de canciones
| Digital promo |              |          |  |
| N.º           | Título       | Duración |  |
| 1.            | «Let Her Go» | 4:13     |  |

| Sencillo en CD |                                  |          |  |
| N.º            | Título                           | Duración |  |
| 1.             | «Let Her Go» (Versión del álbum) | 4:12     |  |
| 2.             | «Let Her Go» (Acústico)          | 4:27     |  |

| Descarga digital |                         |          |  |
| N.º              | Título                  | Duración |  |
| 1.               | «Let Her Go»            | 4:12     |  |
| 2.               | «Let Her Go» (Acústico) | 4:27     |  |
| 3.               | «Let Her Go» (En vivo)  | 4:05     |  |

## Video musical
Un vídeo musical para Let Her Go dirigido y producido por el artista australiano David Jensen fue publicado el 25/07/12 en el canal oficial de Passenger. El vídeo muestra un concierto de Passenger, intercalando imágenes de las reacciones del público, su banda y como, según va avanzando la canción, van apareciendo pequeñas luces por el escenario, además de primeros planos de él cantando.

## Posicionamiento en listas y certificaciones
| Listas (2012–2013)                            | Mejor posición |
| --------------------------------------------- | -------------- |
| Alemania (Offizielle Deutsche Charts)         | 1              |
| Australia (ARIA)                              | 1              |
| Austria (Ö3 Austria Top 40)                   | 1              |
| Bélgica (Flandes) (Ultratop 50)               | 1              |
| Bélgica (Valonia) (Ultratop 50)               | 11             |
| Canadá (Canadian Hot 100)                     | 5              |
| Dinamarca (Tracklisten)                       | 1              |
| Escocia (The Official Charts Company)         | 2              |
| Eslovaquia (Radio Top 100 Chart)              | 2              |
| España (Los 40 Principales)                   | 1              |
| España (Top 100 Canciones)                    | 3              |
| Estados Unidos (Billboard Hot 100)            | 5              |
| Estados Unidos (Mainstream Top 40)            | 8              |
| Estados Unidos (Adult Top 40)                 | 2              |
| Estados Unidos (Hot Rock & Alternative Songs) | 1              |
| Europa (Euro Digital Songs)                   | 2              |
| Finlandia (OFC)                               | 1              |
| Francia (SNEP)                                | 6              |
| Grecia (Billboard Digital Songs)              | 1              |
| Hungría (Single Top 40)                       | 18             |
| Irlanda (IRMA)                                | 1              |
| Israel (Media Forest)                         | 2              |
| Italia (FIMI)                                 | 1              |
| Noruega (VG-lista)                            | 1              |
| Nueva Zelanda (Recorded Music NZ)             | 1              |
| Países Bajos (Dutch Top 40)                   | 1              |
| Portugal (Billboard Digital Songs)            | 4              |
| Reino Unido (UK Singles Chart)                | 2              |
| Reino Unido (UK Indie Chart)                  | 1              |
| República Checa (Rádio Top 100)               | 1              |
| Suecia (Sverigetopplistan)                    | 1              |
| Suiza (Schweizer Hitparade)                   | 1              |

| País           | Organismo certificador | Certificación | Ventas    | Ref.   |
| -------------- | ---------------------- | ------------- | --------- | ------ |
| Alemania       | BVMI                   | Platino       | 300 000   | [ 37 ] |
| Australia      | ARIA                   | 7× Platino    | 490 000   | [ 38 ] |
| Austria        | IFPI Austria           | Platino       | 30 000    | [ 39 ] |
| Bélgica        | BEA                    | Platino       | 30 000    | [ 40 ] |
| Canadá         | Music Canada           | 6× Platino    | 480 000   | [ 41 ] |
| Dinamarca      | IFPI Dinamarca         | Platino       | 30 000    | [ 42 ] |
| España         | PROMUSICAE             | Oro           | 20 000    | [ 43 ] |
| Estados Unidos | RIAA                   | 4× Platino    | 4 000     | [ 44 ] |
| Finlandia      | Musiikkituottajat      | Oro           | 5 057     | [ 45 ] |
| Francia        | SNEP                   | Oro           | 75 000    | [ 46 ] |
| Italia         | FIMI                   | 5× Platino    | 150 000   | [ 47 ] |
| Noruega        | IFPI Noruega           | 2× Platino    | 20 000    | [ 48 ] |
| Nueva Zelanda  | RIANZ                  | 2× Platino    | 30 000    | [ 49 ] |
| Reino Unido    | BPI                    | 2× Platino    | 1 200 000 | [ 50 ] |
| Colombia       | GLF                    | 1x Platino    | 200 000   | [ 51 ] |
| Suiza          | IFPI Suiza             | 3× Platino    | 90 000    | [ 52 ] |
| Venezuela      | APFV                   | Platino       | 10 000    | [ 53 ] |

## Historial de lanzamientos
| País           | Lanzamiento            | Formato            |
| -------------- | ---------------------- | ------------------ |
| Estados Unidos | 25 de julio de 2012    | Descarga digital   |
| Europa         | 5 de noviembre de 2012 | Descarga digital   |
| Reino Unido    | 26 de febrero de 2013  | Sencillo en CD     |
| Estados Unidos | 29 de abril de 2013    | Estreno para radio |
| Canadá         | 13 de mayo de 2013     | Estreno para radio |